# Kalkhasz

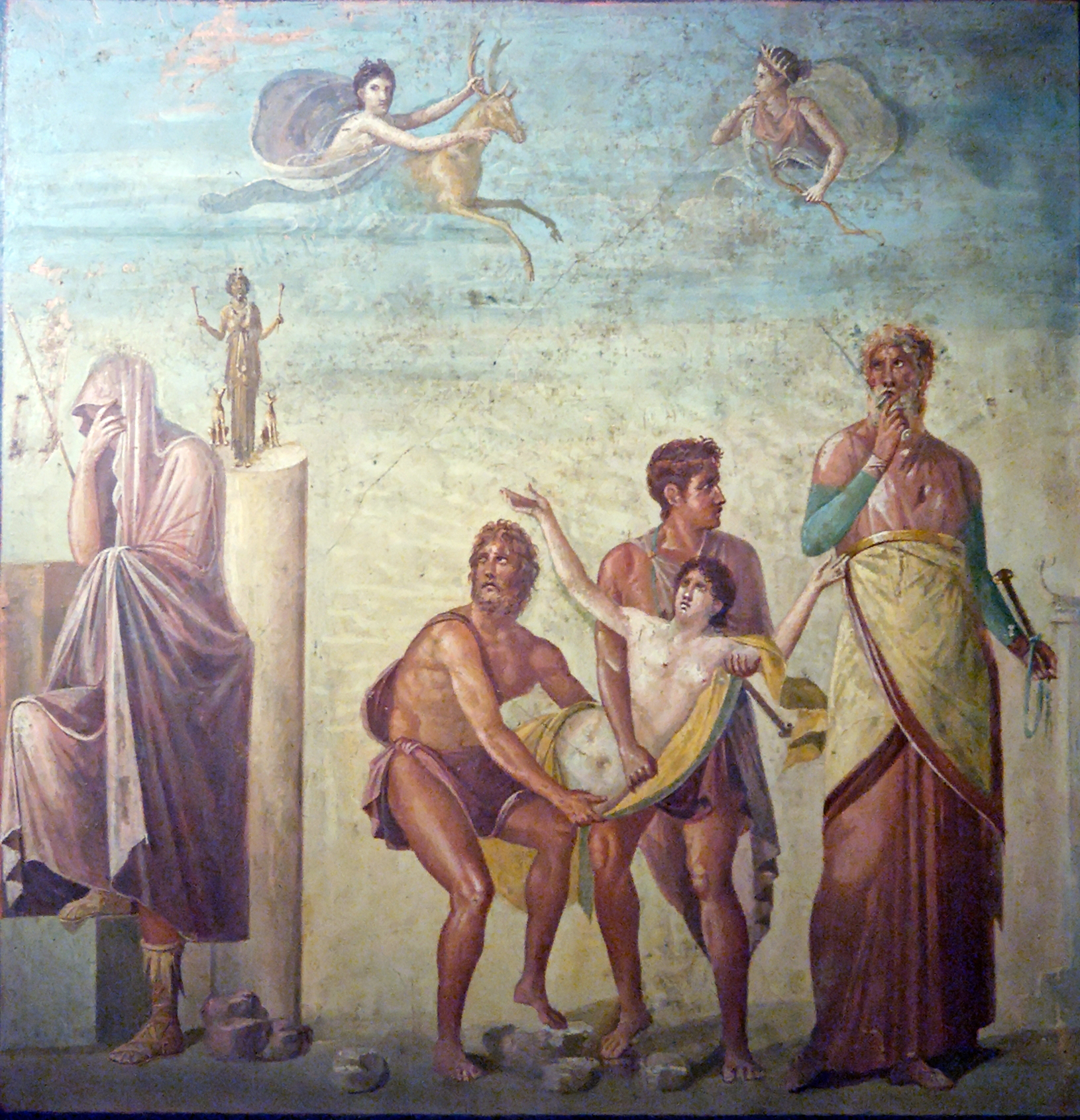
Iphigeneia feláldozása Pompeji egyik
freskóján

Kalkhasz (görögül Κάλχας) a görög mitológiába Homérosz révén bekerült alak. A Tróját ostromló Agamemnón madárjósa.
Az Iliasz szerint az Auliszban rossz szelek miatt veszteglő görög hajóhad indulását segítette elő jóslatával. Az ő tanácsára áldozták fel Agamemnón leányát, Iphigeneiát Artemisz tiszteletére. Azt senki sem vette észre, hogy Artemisz az áldozati oltáron kicserélte Iphigeneiát egy szarvasra, és a leányt magával vitte templomába papnőnek. Agamemnónt 10 év múlva ezért érte el a végzete: a saját fürdőkádjában felesége, Klütaimnésztra gyilkolta meg, mert nem bocsátotta meg férjének Iphigeneia feláldozását.
Kalkhasz megérte a 110 évet, nem sokkal Trója ostroma után Kolophón városában halt meg. Még az alvilág révésze, Kharón is jó szemmel nézett rá és átvitte a feledés folyóján.